# Hippasa decemnotata
Hippasa decemnotata là một loài nhện trong họ Lycosidae.
Loài này thuộc chi Hippasa. Hippasa decemnotata được Eugène Simon miêu tả năm 1910.